# Džungarská brána
Džungarská brána je dopravně významný průsmyk s kontinentálním klimatem v nadmořské výšce 400–500 m n. m. Tvoří hraniční přechod mezi Kazachstánem a Čínou, prochází jím frekventovaná železniční trať z Evropy do průmyslové východní Číny. Zároveň je nejvzdálenějším místem na světě od moře. Od nejbližšího mořského pobřeží je vzdálen vzdušnou čarou 2 650 kilometrů.